# Rupt-en-Woëvre
Rupt-en-Woëvre település Franciaországban, Meuse megyében. Lakosainak száma 282 fő (2022. január 1.). Rupt-en-Woëvre Ambly-sur-Meuse, Bonzée, Génicourt-sur-Meuse, Haudiomont, Mouilly, Ranzières és Sommedieue községekkel határos.

## Népesség
A település népessége az elmúlt években az alábbi módon változott:
| Lakosok száma | 352  | 341  | 299  | 303  | 294  | 303  | 299  | 289  | 284  | 282  |
|               | 1968 | 1982 | 1990 | 2006 | 2013 | 2015 | 2017 | 2019 | 2020 | 2022 |